# Новоершовский
Новоершовский — посёлок в Кизильском районе Челябинской области России, центр Новоершовского сельского поселения.

## География

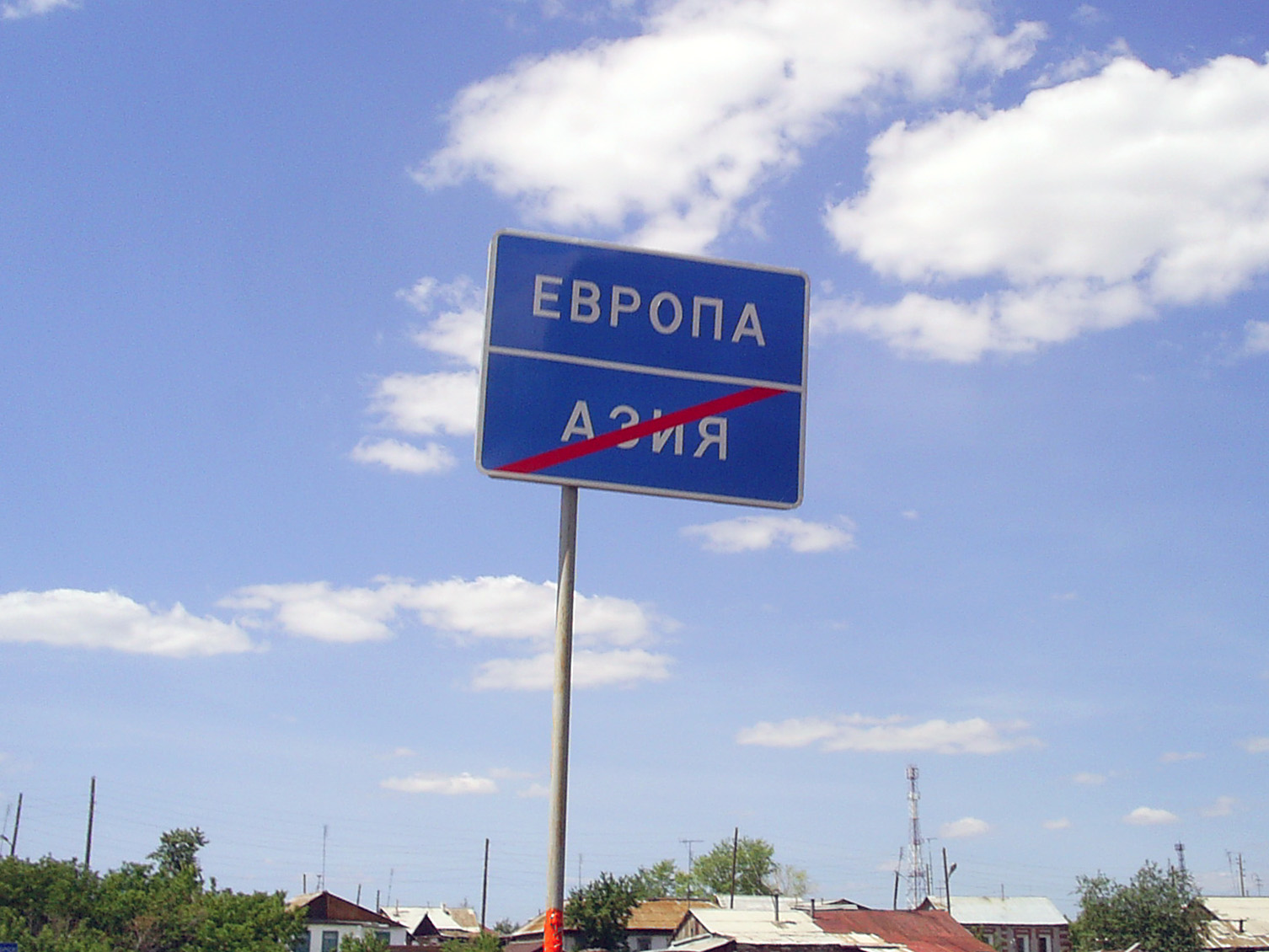
Указатель на мосту через Урал в селе Кизильское

Посёлок расположен на левом (восточном) берегу реки Урал. Если считать верховья Урала границей между Европой и Азией, то Новоершовский оказывается в азиатской части. Населённый пункт находится не у самого берега, а на некотором удалении, на возвышенности. Урал здесь достаточно узок, с извилистым руслом, зачастую с обрывистыми берегами, хотя и образует иногда отмели, один островок расположен посреди русла к западу от Новоершовского.
Берега реки прорезаны многочисленными балками, долинами. Восточнее, юго-восточнее и южнее посёлка протянулась балка Чикуртал Дол, по дну её протекает ручей, впадающий к юго-западу от Новоершовского в Урал. Напротив посёлка на западном правом берегу находится балка Первая Ледянка. Юго-западнее, чуть повыше устья балки Чикуртал Дол расположен брод через Урал. Правый берег зносит название урочище Синие Камни. Далее к юго-западу, на правом берегу, за урочищем тянется крупная балка Снежный Дол, по дну которой течёт река Снежная,  в устье балки, у берега Урала, раскинулось село Богдановское.

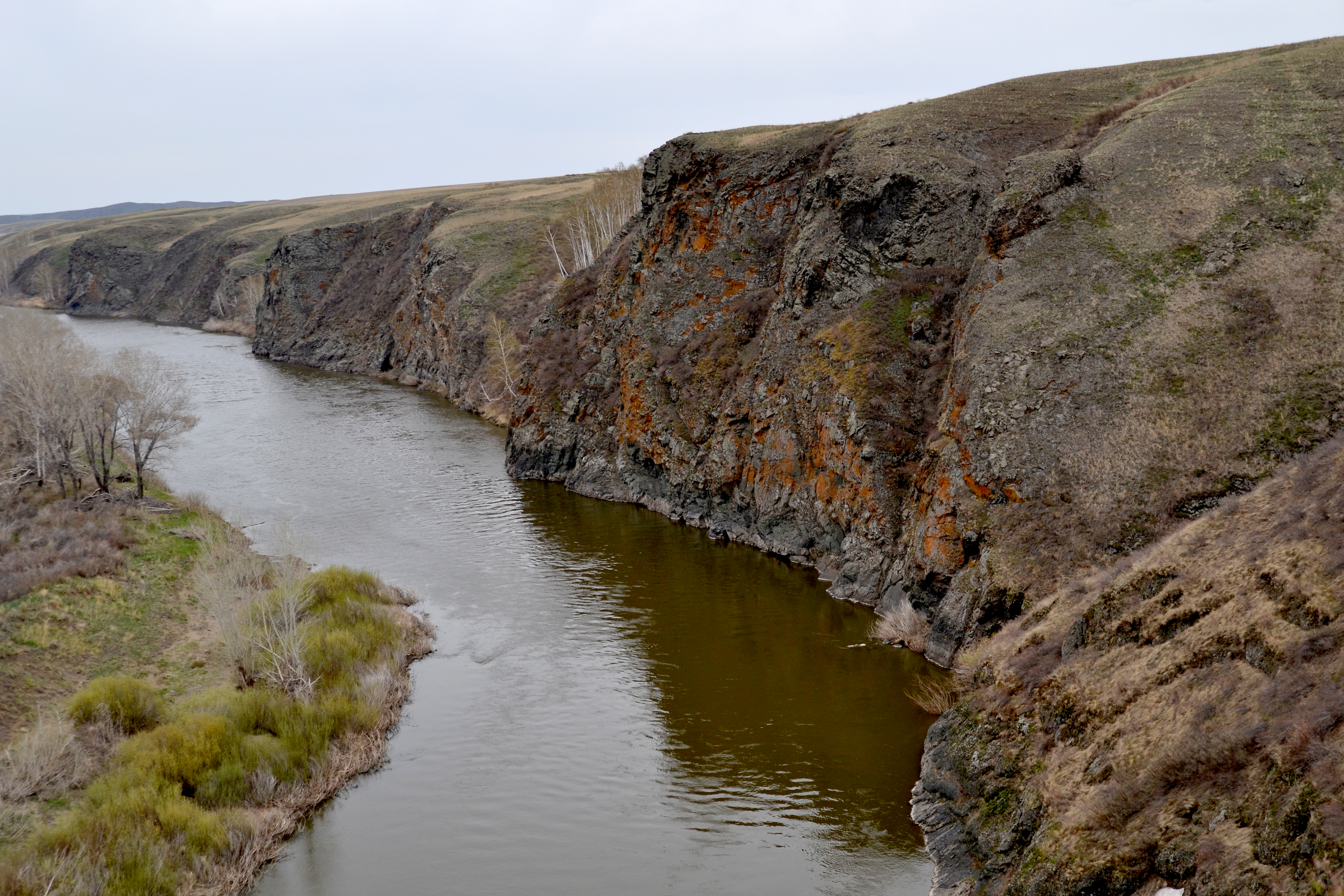
Утёсы Семь Братьев

Природная зона, в которой находитсярлсёлок — степь ковыльно-типчаковая, участок рельефа — Зауральская холмистая возвышенная равнина (Зауральский пенеплен). Посёлок может считаться одним из самых юго-западных населённых пунктов региона, находясь к востоку от места пересечения границ трёх субъектов : Челябинской области, Оренбургской области и Башкирии. На юге и востоке Новоершовское сельское поселение граничит с Кваркенским районом Оренбуржья.

## История
Населённый пункт образован при центральной усадьбе совхоза «Красногвардейский» в 1981 году и заселён преимущественно жителями посёлка Ершовского, чем был обусловлен выбор названия для посёлка. Совхоз в 1992 году был преобразован в товарищество с ограниченной ответственностью, с 1999 года существовал в форме сельскохозяйственного производственного кооператива, находившегося в долевой собственности жителей посёлков Ершовского, Новоершовского и Мусина. В 1980-е и в начале 1990-х годов активно развивалась материально-техническая база хозяйства, строились жилые и социальные объекты, росло количество работников, поголовье крупного рогатого скота и овец (основным направление хозяйственной деятельности было овцеводство), росла площадь сельхозугодий. С середины 1990-х годов хозяйство было переориентировано на крупный рогатый скот, при этом его поголовье сокращалось, уменьшились площадь сельхозугодий и число работников. В 2007 году предприятие объявлено банкротом, позже ликвидировано.

## Население
| 2002 | 2010 |
| ---- | ---- |
| 442  | ↗532 |

По данным переписи 2010 года, в посёлке проживало 48 % мужчин и 52 % женщин. Национальный состав населения был следующим:
- русские — 382 чел. (71,8 %);
- казахи — 77 чел. (14,5 %);
- башкиры — 48 чел. (9,0 %);
- другие — 11 чел. (2,1 %)[8];
- не указавшие — 13 чел. (2,4 %).

По данным переписи 2002 года, в посёлке проживало 442 человека (218 мужчин и 224 женщины), 73 % населения составляли русские.

## Улицы
Улицы
- Дружбы
- Луговая
- Парковая
- Садовая
- Степная
- Центральная
- Школьная

Переулки
- Мирный
- Молодёжный
- Придорожный[10]

## Экономика
Личные подсобные хозяйства и несколько предприятий сельскохозяйственной направленности:
- ООО «Возрождение»,
- КФХ «Пушкарский»,
- КФХ «Шанс»[11][12].

## Социальная сфера
- Ранее в посёлке имелась собственная школа[2], сейчас осуществляется подвоз детей в школу села Богдановского[12].
- Действующий детский сад «Кроха»[13].
- Действующий сельский клуб[12].
- Действующий фельдшерско-акушерский пункт (по состоянию на 2013 год)[14].

## Мемориалы
- Памятник жителям посёлка Ершовского, погибшим во время Великой Отечественной войны, открыт в 2000 году[11].
- Братская могила 28 красногвардейцев и памятный обелиск в их честь, расположенные на берегу Урала к юго-западу от посёлка[3]. 28 красноармейцев 208-го Симбирского и 209-го Крестьянского полков 24-й Симбирской стрелковой дивизии РККА в 20-х числах марта 1919 года, в ходе весеннего наступления армий А. В. Колчака, были захвачены в плен, по некоторым данным, 2-м Оренбургским казачьим корпусом Оренбургской отдельной армии, которым командовал генерал-майор И. Г. Акулинин — большей частью в посёлке Верхняя Сосновка при попытке снять линию полевого телефона Грязнушинский — Верхняя Сосновка — Баймак, а также в занятом белыми селе Богдановскоем. 23 марта 1919 года на левом берегу Урала, у посёлка Казанского (также назывался Новыми Черкасами, ныне не существует, находился в районе нынешней братской могилы) они были расстреляны. Памятник погибшим был установлен в 1926 году, в 1967 году, к 50-летию Октябрьской революции, был реконструирован. Деревянный обелиск со звездой и памятной табличкой на самом захоронении был установлен в 1937 году, ныне на могиле — каменное надгробие с табличками. Совхоз «Красногвардейский», давший начало посёлку Новоершовскому, получил своё название в честь 28 красногвардейцев[15]. К 70-летию Победы в Великой Отечественной войне братская могила и обелиск были отремонтированы[16].